# Нотофагус антарктический
Нотофагус антарктический, или Ньире (Nothofagus antarctica) — один из южноамериканских видов нотофагуса.

## Ареал
Ареал — юг Патагонии и архипелаг Огненная Земля. В Чили простирается на север до Вальдивских лесов и острова Чилоэ, в Аргентине распространён лишь в южной Патагонии. Ареал нотофагуса антарктического простирается южнее ареалов всех остальных нотофагусов (остров Осте и мыс Горн). Наряду с майтенусом магелланским, нотофагус антарктический является самым южным деревом на земле. Встречается на побережье и в горной местности на высоте до 500—800 м над уровнем моря, чаще всего вблизи рек, озёр или болот.

## Описание вида
Нотофагус антарктический — листопадное растение, принимающее, в зависимости от условий произрастания, различные формы от низкорослого кустарника до дерева высотой до 25 м. Ствол тонкий, в местах с сильными ветрами может практически стелиться у земли. Листья от 0,3 до 6 см в длину, липкие, иногда покрыты восковым налётом, цвет летом ярко-зелёный, осенью жёлтый или оранжевый. Деревья хорошо переносят морозы до −20°С, но не выносят жары и засухи.

## Интродуцирование
Вид был интродуцирован в Шотландии, на Фарерах и тихоокеанском побережье штата Вашингтон.

## Галерея

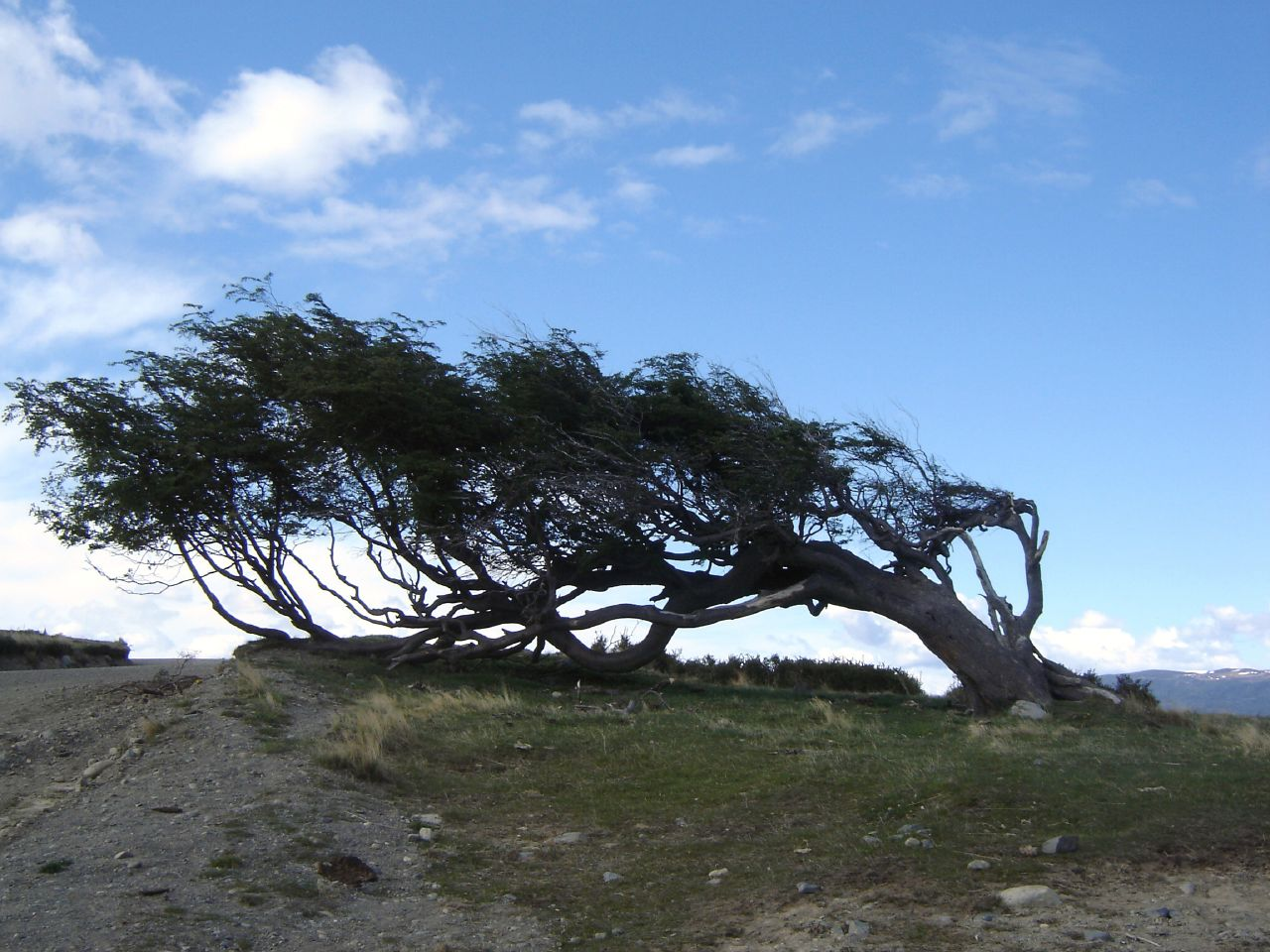
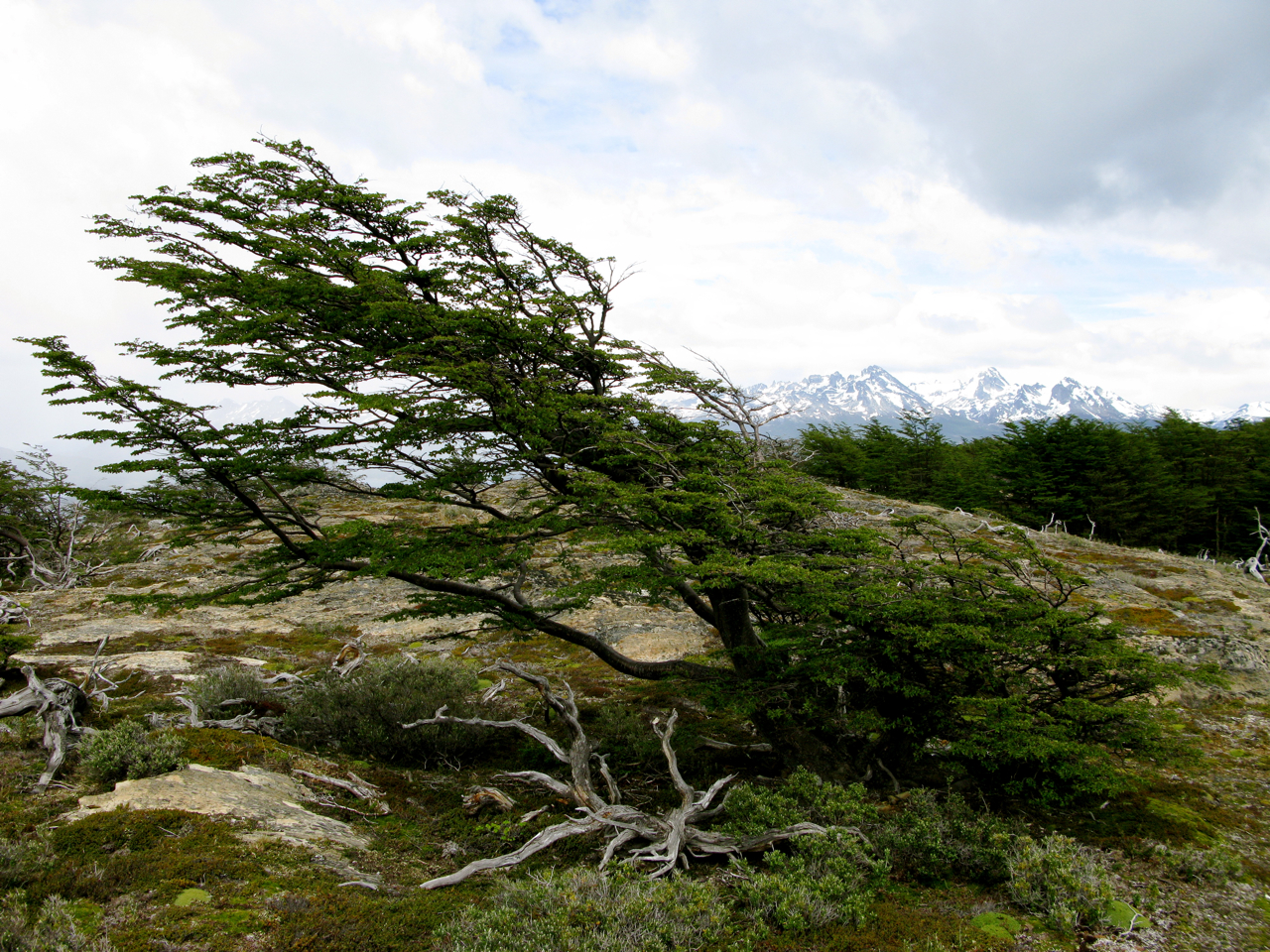
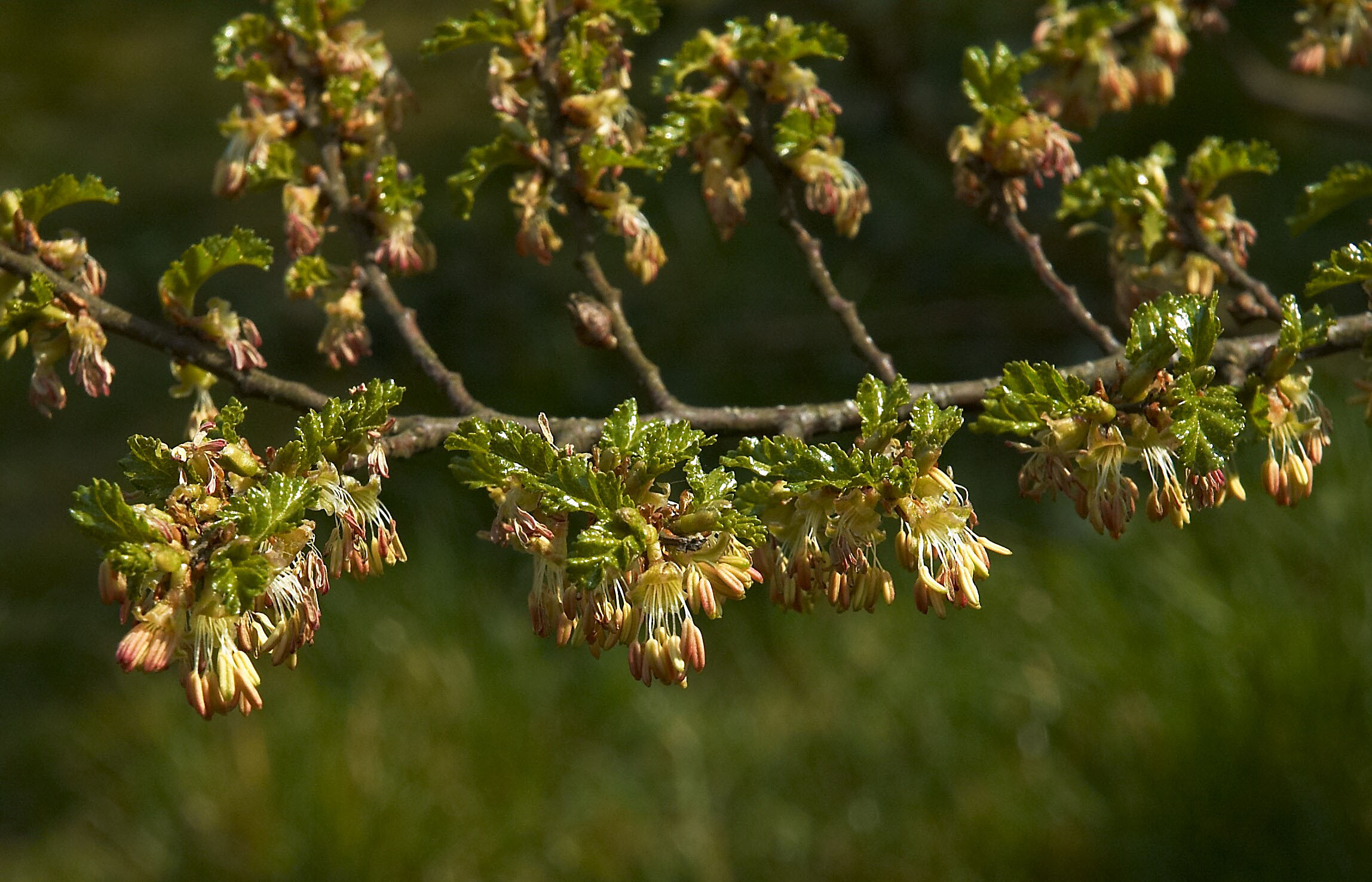
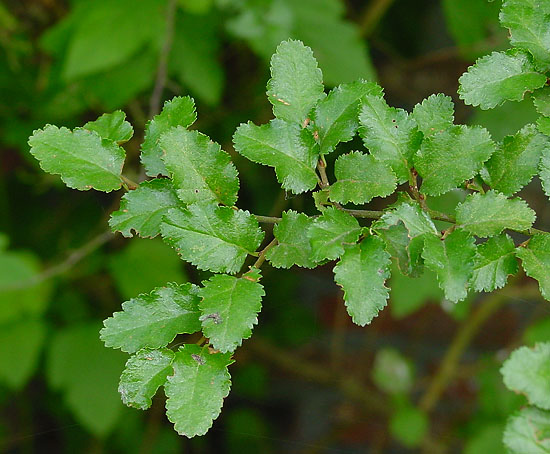